# Miguel II, o Amoriano
Miguel II, dito o Amoriano (em grego: Μιχαήλ Β', Mikhaēl II), também cognominado o Gago, Traulo (em grego: Τραυλός; romaniz.: Traulós) ou Pselo (em grego: Ψηλλος; romaniz.: Psellos; em latim: Psellus), foi imperador bizantino de 820 a 2 de outubro de 829.

## Vida
Miguel nasceu em Amório, na Frígia, e começou a sua carreira como soldado raso, mas foi sendo promovido - até alcançar o posto de general - pelos seus méritos e pelo seu casamento com Tecla, a filha do comandante do tema. Juntamente com o futuro imperador Leão V, o Armênio, Miguel serviu o general rebelde Vardanes, o Turco mas desertou, passando-se para o serviço do imperador Nicéforo I, o Logóteta em 803. Miguel foi promovido quando Leão V se tornou imperador em 813, mas este, suspeitando dele por conspiração, aprisionou-o e condenou-o à morte em dezembro de 820. Seus partidários, porém, libertaram-no e assassinaram Leão V durante a missa de Natal na catedral de Santa Sofia. 
Miguel II foi aclamado imperador e foi coroado pelo patriarca Teódoto I nesse mesmo dia. No capítulo da política interna, Miguel II apoiou a iconoclastia, mas encorajou tacitamente a reconciliação com os iconódulos, os quais deixou gradualmente de perseguir e permitiu que regressassem do exílio. Entre os regressados contavam-se o antigo patriarca Nicéforo I e Teodoro Estudita, os quais não conseguiram, no entanto, convencer o imperador a abandonar a iconoclastia. Uma das poucas vítimas desta política do imperador foi o futuro patriarca Metódio I.
A subida ao trono de Miguel despertou o apetite do seu antigo camarada de armas Tomás, o Eslavo, que se proclamou imperador na Anatólia e pôs cerco a Constantinopla em dezembro de 821. Embora Tomás não tenha conseguido obter o apoio de alguns dos temes anatólios, obteve o apoio do teme naval e dos seus navios, o que lhe permitiu apertar o cerco à cidade. Em busca de apoios, Tomás fez-se passar pelo campeão dos pobres, reduziu a carga fiscal e selou uma aliança com o califa abássida Almamune, e fez-se coroar pela patriarca Jó de Antioquia. 
Foi nesta altura que Omurtague da Bulgária veio em auxílio de Miguel II e forçou Tomás a levantar o cerco na Primavera de 823. Cercado por sua vez em Arcadiópolis (Lüleburgaz), Tomás foi entregue ao imperador e executado em outubro. Apesar de ter suportado a crise, Miguel deparou-se com um grande enfraquecimento das defesas do império, e não conseguiu impedir a conquista de Creta pelos Árabes em 824, nem logrou reconquistar a ilha através de uma expedição lançada em 826. Os árabes invadiram a Sicília em 827, tirando partido das lutas intestinas locais, e sitiaram Siracusa. Em 829, tinham, no entanto já sido expulsos da ilha.
Depois da morte de Tecla, Miguel II casou-se, por volta de 823, com Eufrósine, a filha de Constantino VI. O propósito deste casamento era provavelmente o de fortalecer a posição de Miguel no trono, mas defrontou-se com a oposição do clero, uma vez que Eufrósine tinha sido freira. Miguel II faleceu a 2 de outubro de 829.

## Família
Do seu primeiro casamento com Tecla, Miguel II teve um filho, Teófilo, que viria a ser imperador.